# Monaster św. Pantelejmona

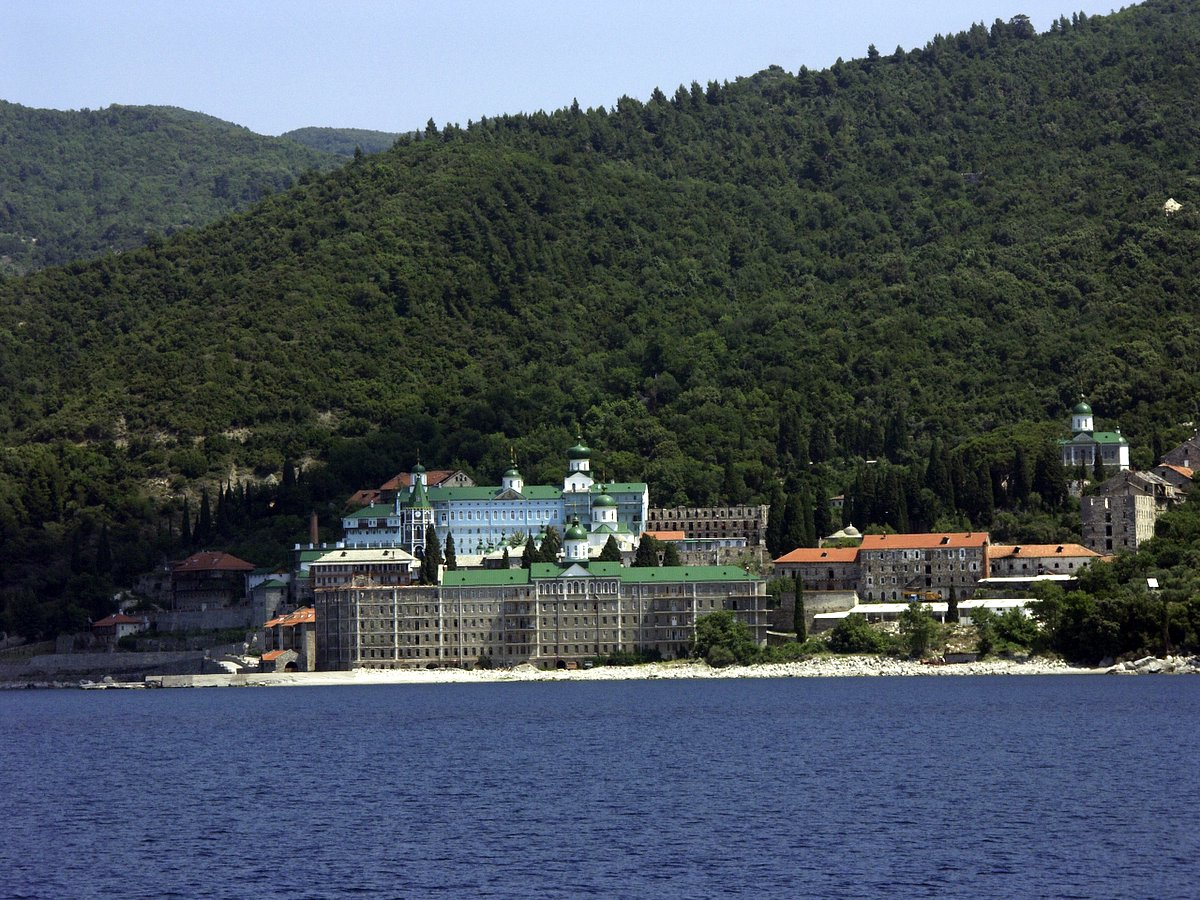
Widok na klasztor

Monaster św. Pantelejmona (grec. Άγιος Παντελεήμων, Aghios Panteleimon; ros. Пантелеймонов, nazywany również Ρωσσικόν, Rossikon – ruski) – jeden z monasterów na Górze Athos. Położony jest w południowo-zachodniej części półwyspu. Zajmuje dziewiętnaste miejsce w atoskiej honorowej hierarchii monasterów. 

## Historia
Pierwsza wzmianka o monasterze pod wezwaniem św. Pantelejmona na Górze Athos pojawiła się w 988. Był to monaster założony przez Leoncjusza z Tesaloniki i nazywany był Monasterem Tesaloniczanina. W XII wieku monaster popadł w ruinę i był prawie opuszczony. W 1169 zasiedlili go na nowo ruscy mnisi z Monasteru Ksylurgu (pierwsza wzmianka o tym klasztorze pochodzi z 1016), nazywanego też Monasterem Rusina, pod wezwaniem Bogarodzicy, rezygnując ze swojego dotychczasowego wezwania. Od tej pory Monaster św. Pantelejmona znany jest jako Rossikon (ruski).
W czasach bizantyjskich monaster przeżywał rozkwit. W 1193 mnichem w monasterze został młody książę serbski, Rastko Nemanjić, przyjmując zakonne imię Sawa, późniejszy założyciel (1219) autokefalicznej cerkwi serbskiej. W 1307, podczas jednego z napadów katalońskich piratów na półwysep, budynek monasteru został spalony. Odbudowany głównie dzięki hojności króla Serbii, Stefana Duszana. Monaster utrzymywał związki z Rusią, skąd pochodziła znaczna część mnichów. Wśród ofiarodawców byli władcy ruskich księstw, w tym moskiewskiego. Monaster otrzymywał również nadania od cesarzy bizantyjskich. Oprócz majątków na półwyspie posiadał nieruchomości w Tessalonice, posiadłości nad Strymonem i na Lesbos. 
Okres panowania tureckiego to upadek monasteru. Ustał napływ ruskich mnichów. Zdarzały się okresy, gdy monaster był całkowicie opuszczony. Odrodzenie nastąpiło w XVIII wieku. W Pantelejmonie dominowali wówczas mnisi greccy, serbscy i bułgarscy. W 1760 wspólnota mnichów przeniosła się z budynków Tesaloniczanina do nowej siedziby. Rozbudowa dokonywała się głównie dzięki opiece wołoskiego rodu Callimachi, a zwłaszcza hospodarów Jana Teodora Callimachi i Scarlata Callimachi. Starą siedzibę zaczęto nazywać Palaiomonastiron i pozostała ona zależna od nowego głównego Rossikonu. 
Od lat 30. XIX wieku (wycofanie się Turków z Grecji) nastąpił ponowny napływ mnichów z Rosji. Wtedy też został zbudowany aktualny katolikon pod wezwaniem św. Pantelejmona. W 1895 było w Pantelejmonie około 1000 Rosjan i ich liczba ciągle rosła. Pojawiały się napięcia na tle narodowościowym, w początkach XX wieku wzmożone dodatkowo sporami religijnymi, które spowodowały rozłam i opuszczenie wspólnoty przez część mnichów. Również z powodu konfliktów z mnichami greckimi część zakonników rosyjskich w 1875 odeszła z klasztoru i założyła monaster Nowy Athos w pobliżu Suchumi.
Rewolucja październikowa spowodowała dodatkowo krótkotrwały wzmożony napływ mnichów z Rosji, jednak w rezultacie odcięła monaster od rosyjskiego zaplecza.
W 2009 na terenie monasteru mieszkało 50 mnichów.

## Biblioteka
W klasztornej bibliotece przechowywanych jest 1320 rękopisów, z których około 600 jest w języku słowiańskim, 20 dokumentów greckich wydanych przez cesarzy bizantyjskich i 15 serbskich wydanych przez władców Serbii oraz ponad 20 000 drukowanych ksiąg.
W skarbcu znajduje się bogaty zbiór relikwii (m.in. św. Pantelejmona), szat liturgicznych, ikon.